# Anita Kuma
Anita Akua Kyerewaa Kuma, née dans les années 1980, est une personnalité médiatique ghanéenne et journaliste radio. Elle anime  Lunchtime Rhythms sur Luv FM, la station de radio anglaise la plus écoutée de Kumasi . En 2018, elle se classe 3e parmi les 10 personnalités les plus influentes à l'antenne au Ghana, selon le classement de Business Insider, géré par les opérateurs de Pulse Ghana .

## Biographie

### Origines et Éducation
Kuma naît à Kumasi au début des années 1980, fille de DOK Kuma géologue, et de son épouse Victoria.
Elle étudie au lycée Wesley Girls Senior High School et obtient un baccalauréat en technologie du bâtiment à l'Université des sciences et technologies Kwame Nkrumah .

### Carrière
Kuma compte environ 13 ans d'expérience à la radio. Elle anime Lunchtime Rhythms sur Luv FM, la station de radio la plus écoutée de la région Ashanti à Kumasi .